# Pseudogerda filipes
Pseudogerda filipes är en kräftdjursart som först beskrevs av Hult 1936.  Pseudogerda filipes ingår i släktet Pseudogerda och familjen Desmosomatidae. Arten är reproducerande i Sverige. Inga underarter finns listade i Catalogue of Life.